# Dornburg (Dornburg-Camburg)
Dornburg è una frazione della città tedesca di Dornburg-Camburg,, ex comune, nel Land della Turingia.

## Storia
Il 1º dicembre 2008 la città di Dornburg/Saale venne fusa con la città di Camburg e con il comune di Dorndorf-Steudnitz, formando la nuova città di Dornburg-Camburg.